# 柔毛冠盖藤
柔毛冠盖藤（学名：Pileostegia viburnoides var. glabrescens）为虎耳草科冠盖藤属下的一个变种。

## 扩展阅读
- 維基物種上的相關：柔毛冠盖藤